# Вильком (кубок)

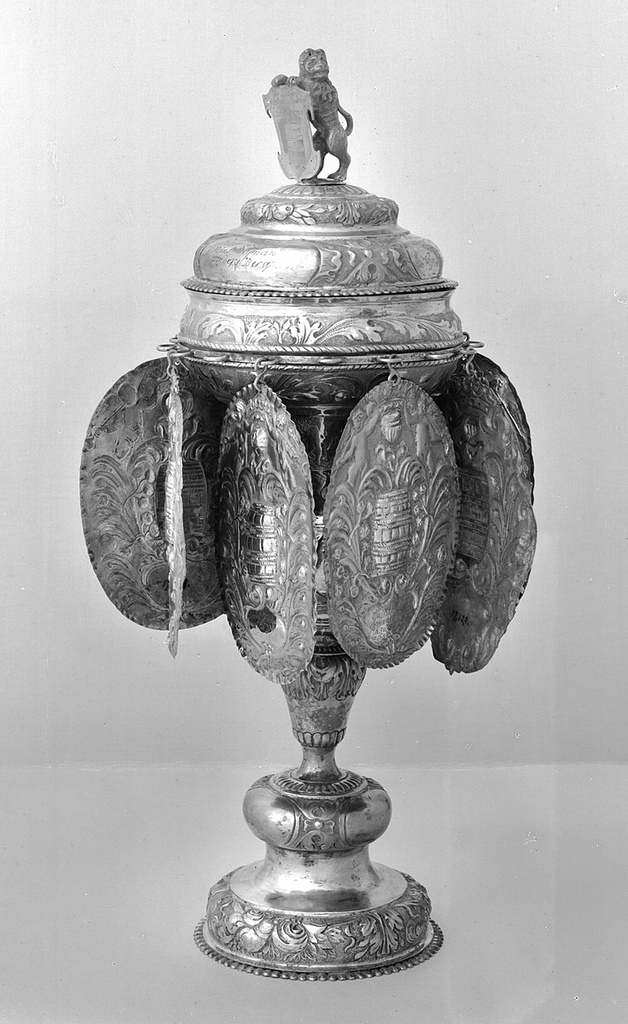
Малый вильком. 1707. Серебро. Швеция, Музей северных стран, Стокгольм

Вильком (нем. Willkomm; от нем. Willkommen — здравствуйте, добро пожаловать) — в средневековой Германии так называли большие кубки, заздравные чаши. Их изготавливали с середины XVI века, как правило, из олова. Наиболее известные образцы относятся к XVII—XVIII векам. Такой тип изделий сложился под влиянием дорогих кубков из серебра немецких «златокузнецов» (нем. Goldschmied), а также простых оловянных кружек для пива с откидывающимися на шарнирах крышками.
Вилькомы представляют собой застольную композицию: высокий сосуд на стояне, укреплённом на круглой либо фигурной подставке, вокруг — расставляются кружки, что символизирует братство членов ремесленного цеха. Такая композиция предназначалась для праздничных встреч членов цеха или другой корпорации и торжественных тостов во время принятия новых членов.
Большой сосуд по периметру украшали в один либо два ряда рельефными маскаронами львов или иных существ, через раскрытые пасти которых пропускали цепочку или проволоку с подвешенными к ней монетами, либо дисками, щитками с цеховыми эмблемами, датами, именами мастеров и подмастерьев. Украшением откидной крышки часто служила фигурка воина со щитом и стягом святого патрона мастеров.
Близкие по форме и функциям заздравные кубки из стекла с росписью эмалями называли «хумпен» (стопа) или «штангенглас» (высокий стакан).